# Parc culturel de l'Ahaggar
Le parc culturel de l’Ahaggar (anciennement parc national de l'Ahaggar jusqu'en février 2011) est un parc national algérien situé dans la wilaya de Tamanrasset, la wilaya d'In Salah, la wilaya d'In Guezzam et la wilaya de Bordj Badji Mokhtar à l'extrême sud de l'Algérie.

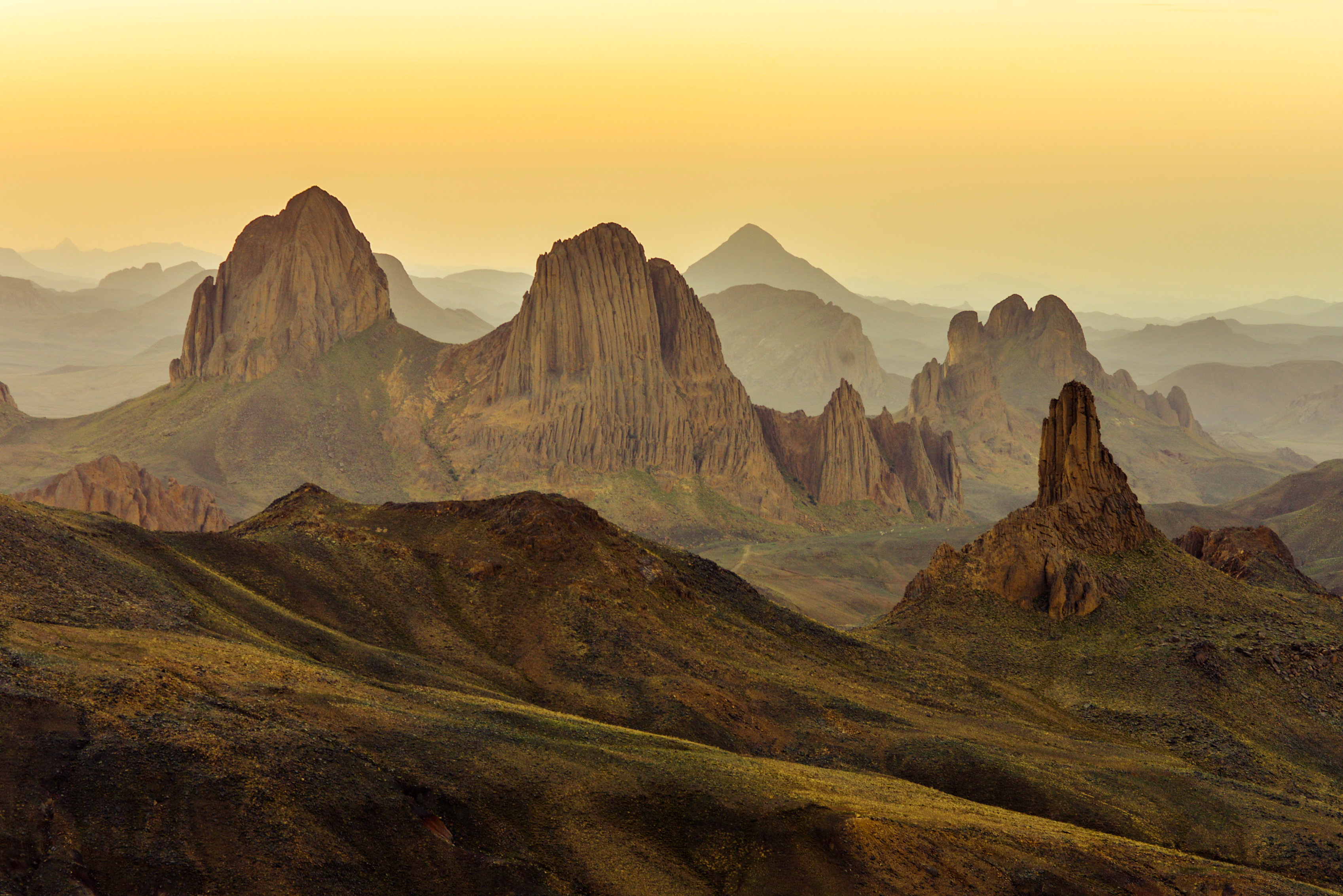
Vue du mont Assekrem dans les montagnes de l'Ahaggar, dans le parc culturel de l'Ahaggar

Il est avec ses 633 887 km2 le parc national le plus vaste d'Algérie, le parc abrite le massif du Hoggar. D'une richesse archéologique et historique inestimable, il abrite des sites archéologiques datant de 600 000 à 1 million d'années.

## Géographie

### Relief
Le parc culturel de l'Ahaggar, vaste de 633 887 km2, abrite le massif du Hoggar qui couvre une superficie d'environ 50 000 km2.
À l'est de Tamanrasset s'élève à plus de 2 000 mètres d'altitude un plateau érodé de 250 kilomètres de diamètre composé de coulées de lave, l'Atakor du Hoggar, et sur lequel se dressent des volcans dont l'altitude avoisine les 3 000 mètres. Le point culminant du massif, le Tahat avec 2 918 mètres d'altitude, est aussi la plus haute montagne du pays. Le relief escarpé composé de pitons et de falaises de basalte et de porphyre.

### Climat
Le climat du parc culturel de l'Ahaggar est désertique. Le parc connaît généralement des étés chauds et un climat hivernal froid. Les températures tombent en dessous de zéro en hiver. Les précipitations sont rares et sporadiques toute l'année.

## Vie sauvage

### Flore
Les arbres les plus représentés sont : l'Olivier, le Myrte, la Lavande, l'Armoise le Calotropis, l'Acacias, le Palmier, le Tamarix et le Drinn.

### Faune
Le parc abrite les espèces de mammifères suivantes : le Mouflon à manchettes, la Gazelle dorcas, le Fennec, le Renard famélique, le Guépard, le Daman des roches.
Le parc abrite les espèces d'oiseaux suivantes : l'Aigle des steppes, le Busard Saint-Martin, la Cigogne noire, la Cigogne blanche, la Tourterelle maillée, le Canard pilet, la Fauvette du désert, et le Circaète Jean-le-Blanc.

## Histoire
Lors de sa création le 3 décembre 1987, le parc national de l'Ahaggar dépend du ministère de la Culture et des Arts. Sa superficie est alors de 450 000 km2, et augmentera plus tard jusqu'à 535 000 km2, pour atteindre ensuite sa superficie actuelle de 633 887 km2. À la suite du décret du 23 février 2011, il devient le parc culturel de l'Ahaggar.

## Tourisme
Les sites touristiques les plus visités sont :
- L'Assekrem
- Le massif de la Tafelest
- L'Immidir
- L'Ahnet
- Les sites à gravures et peintures de Tit-Aguenar-Silet
- Le Tassili du Hoggar
- Le Tassili Tin Missao
- La Casbah de Silet
- La Casbah "Badjouda" à Ain-Salah
- Le tombeau de Tin Hinan à Abalessa

## Dans la culture populaire
De nombreuses personnalités célèbres sont tombées sous le charme de ces lieux. Certains ont contribué à faire connaître ces paysages et à les protéger, tels l'écrivain Tahar Djaout l'évoque dans son roman L'Invention du désert (1987:46), Éric-Emmanuel Schmitt y situe l'action de son récit La Nuit de feu (2015).

## Galerie

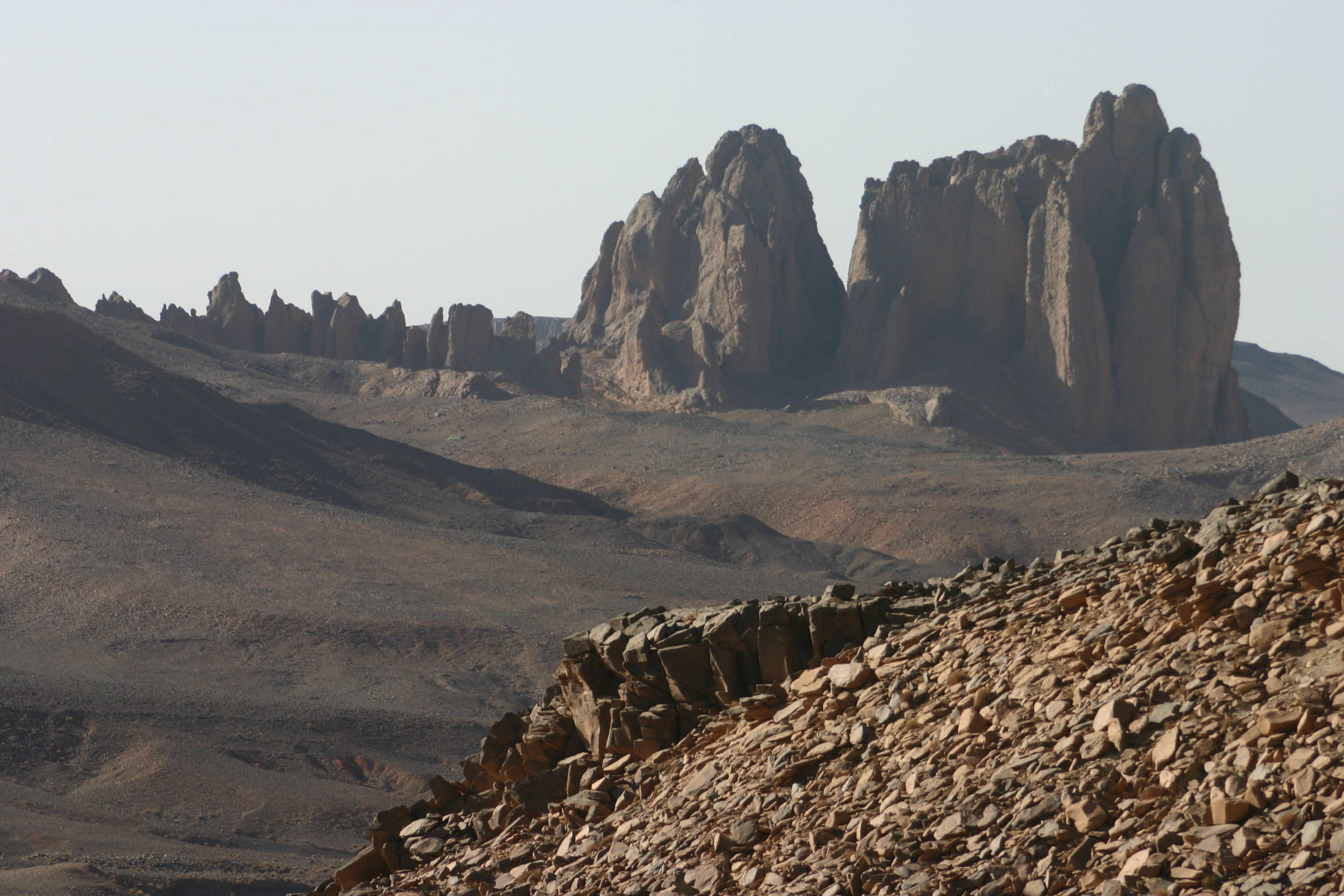
Le parc culturel de l'Ahaggar.
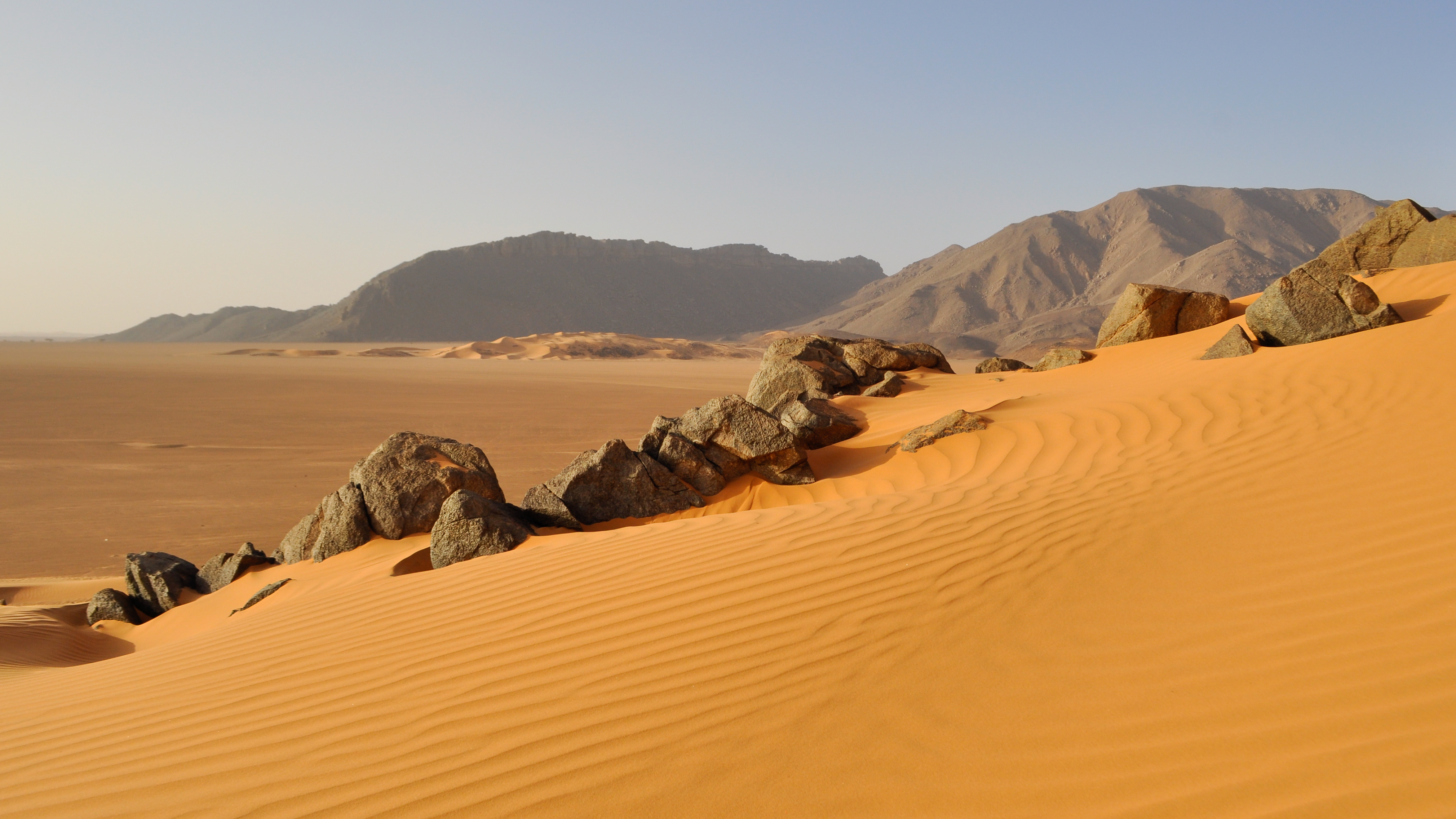
Dune au parc culturel de l'Ahaggar.
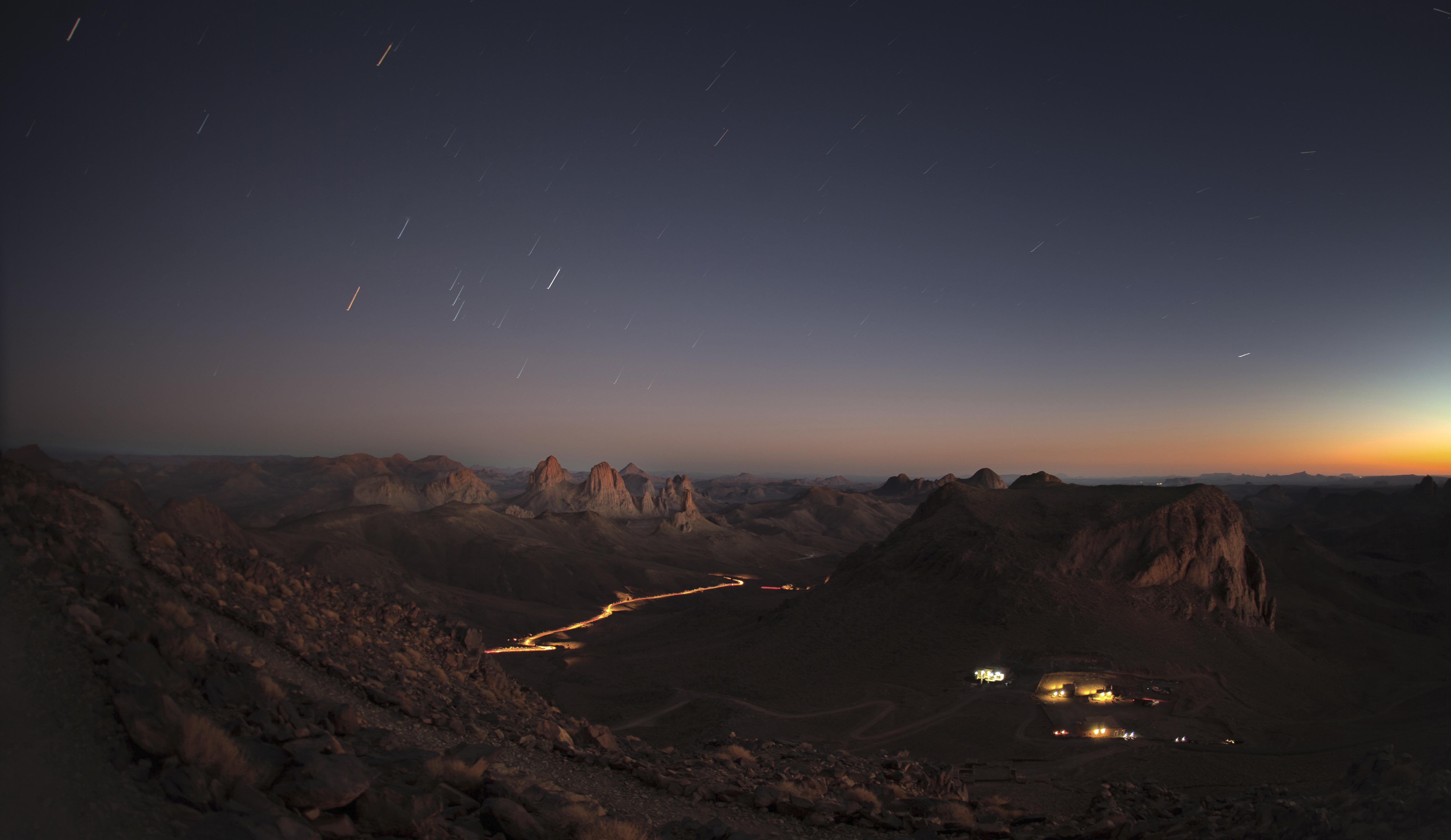
Coucher du soleil au parc culturel de l'Ahaggar.
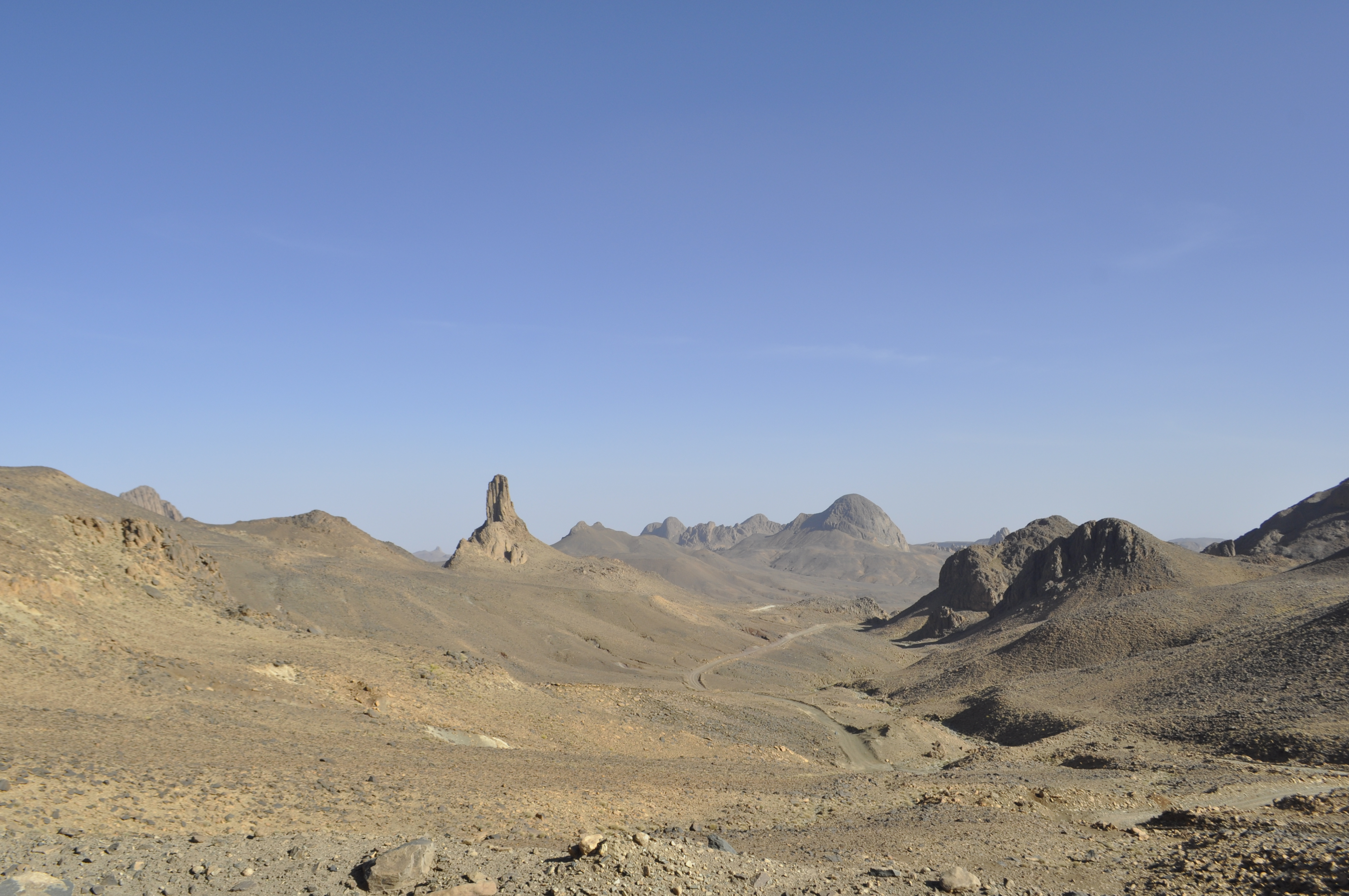
Le parc culturel de l'Ahaggar.
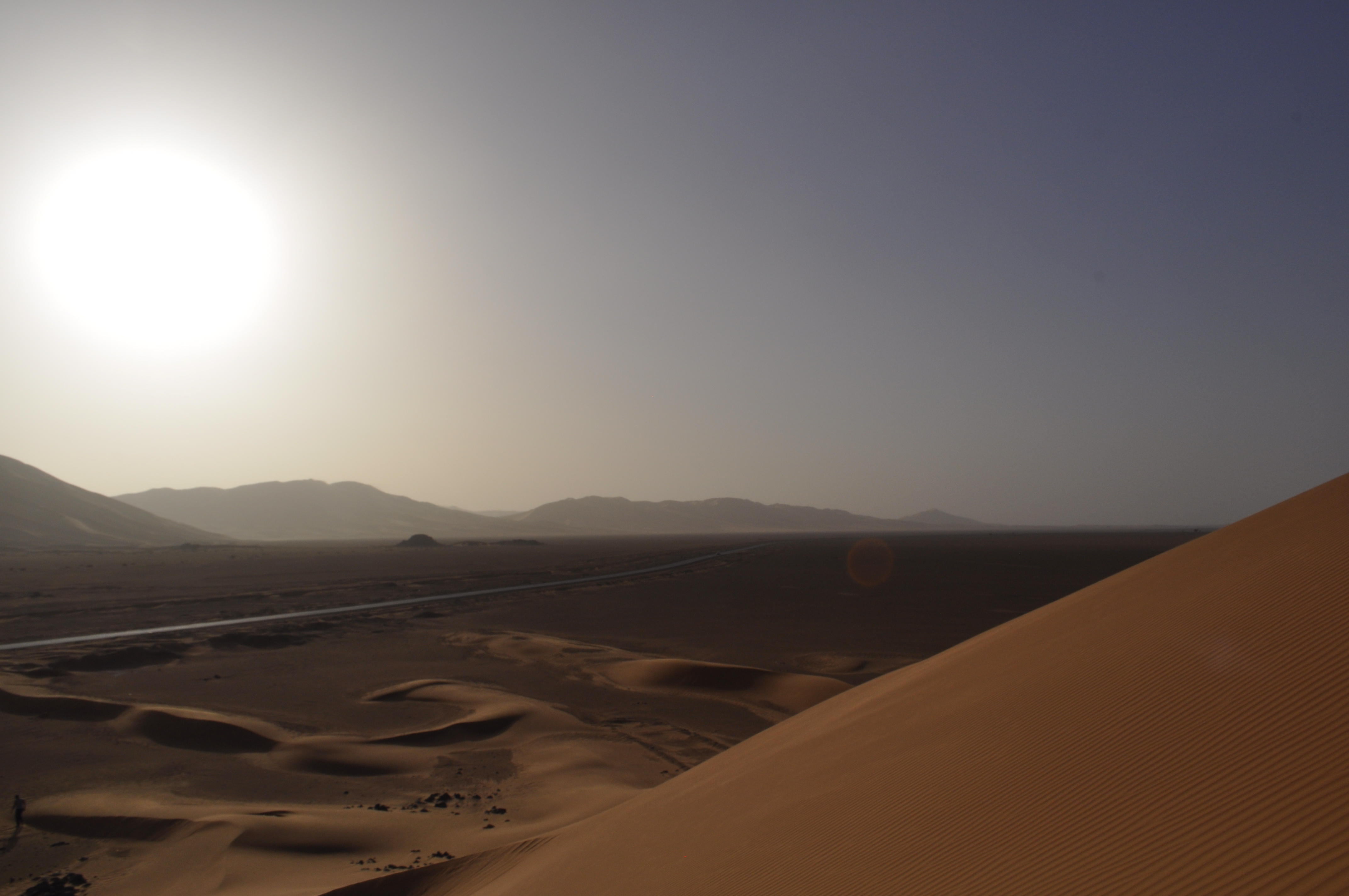
Dune au parc culturel de l'Ahaggar.
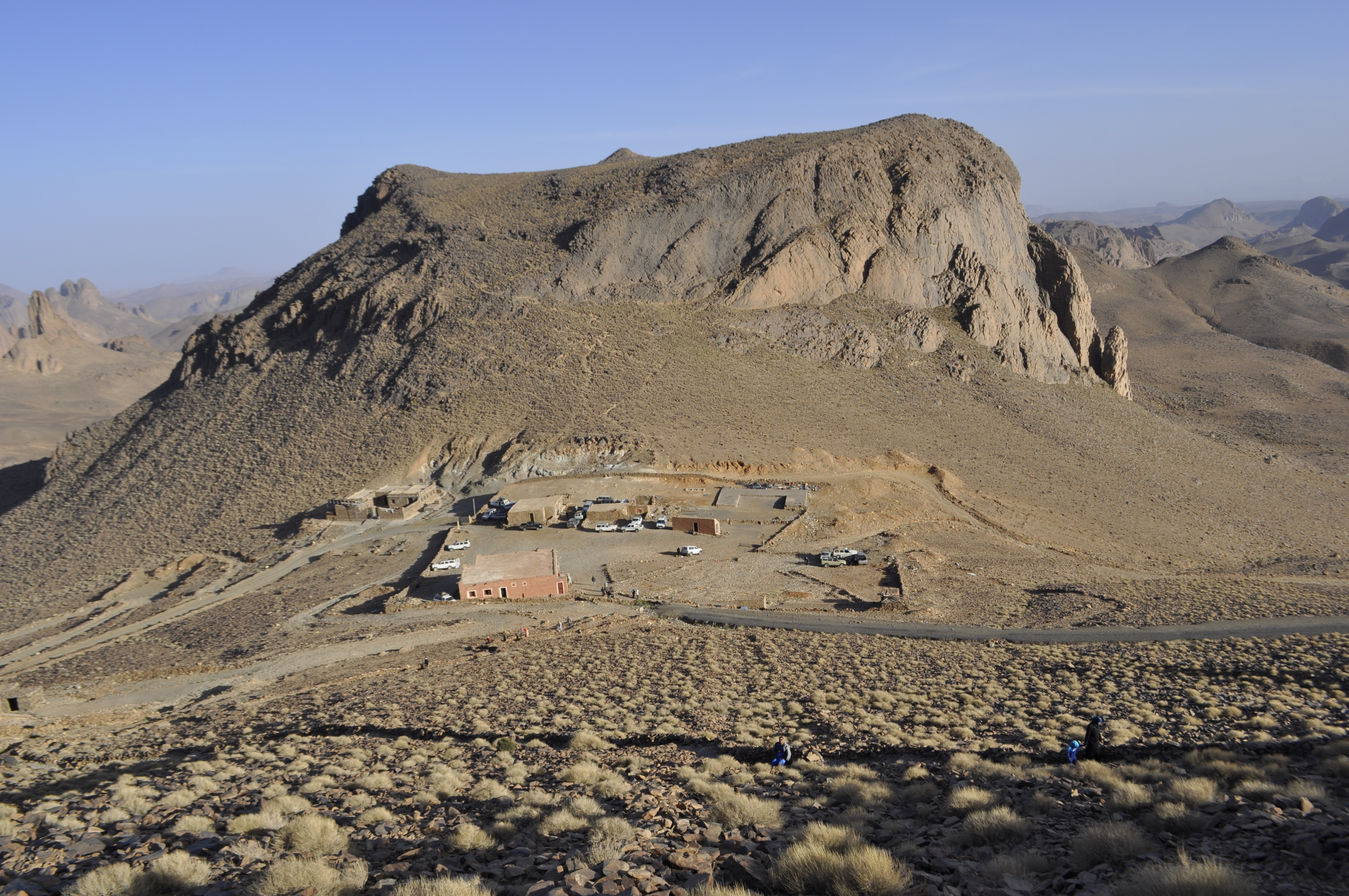
Lieu de campement au parc culturel de l'Ahaggar.
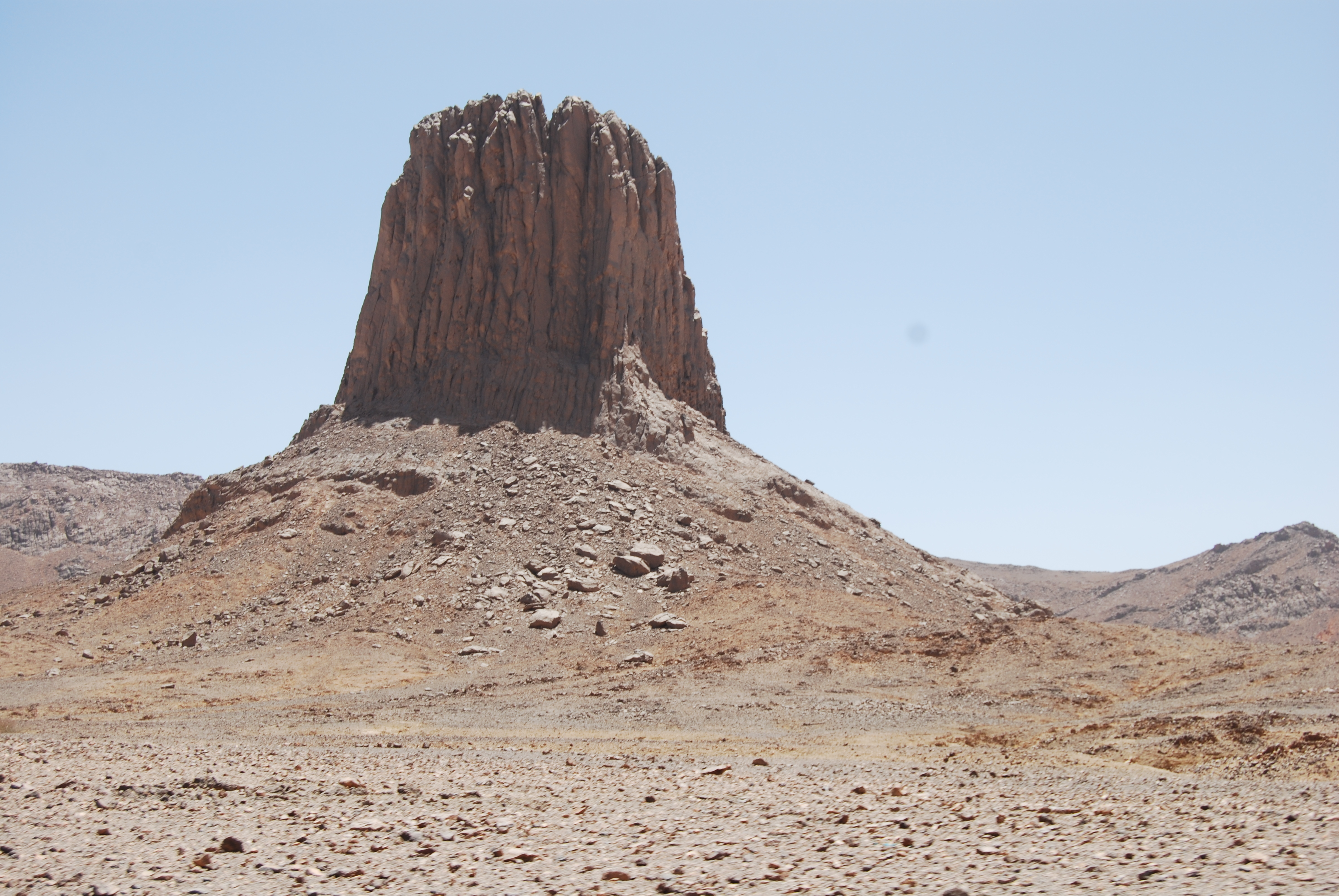
Le parc culturel de l'Ahaggar.
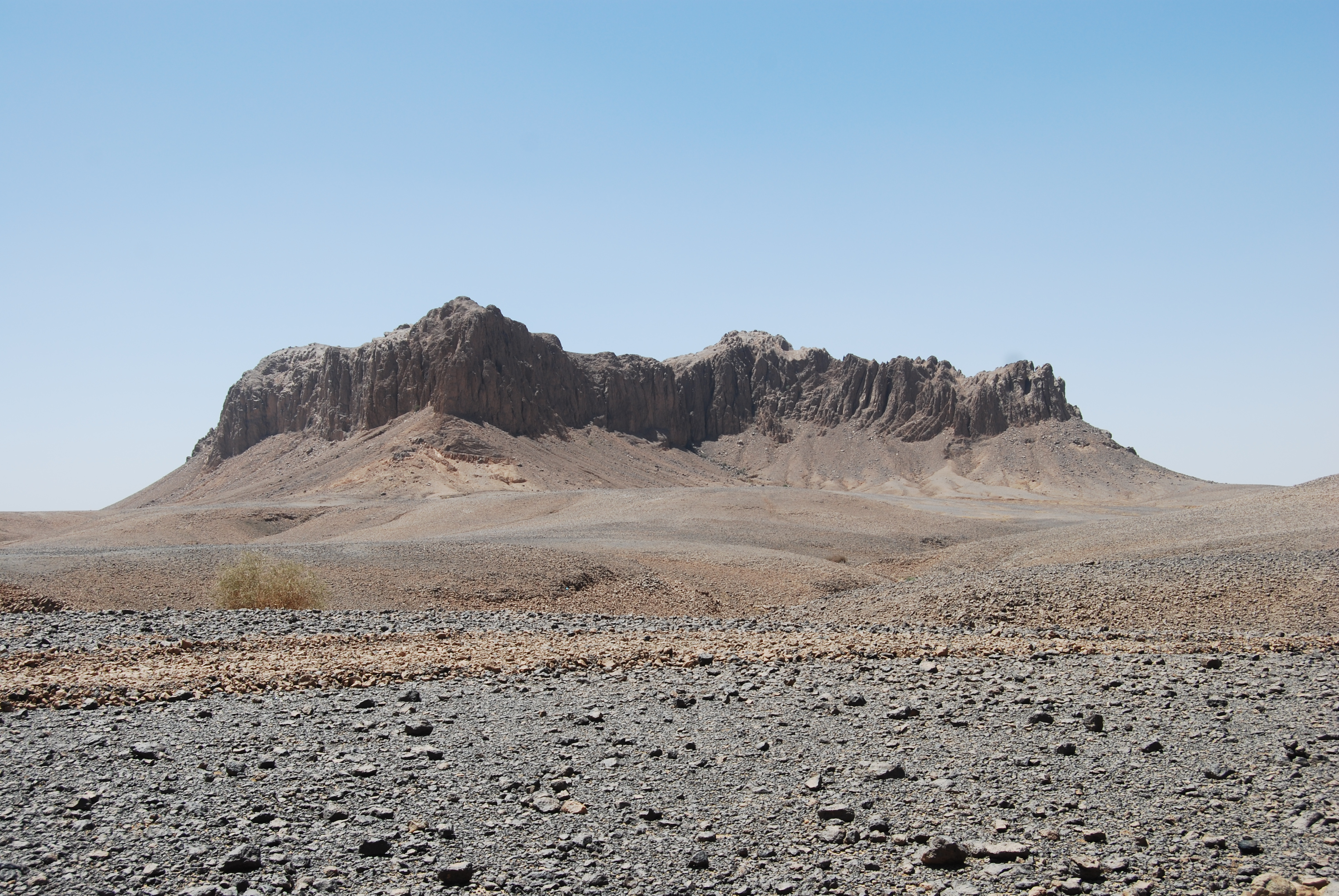
Le parc culturel de l'Ahaggar.
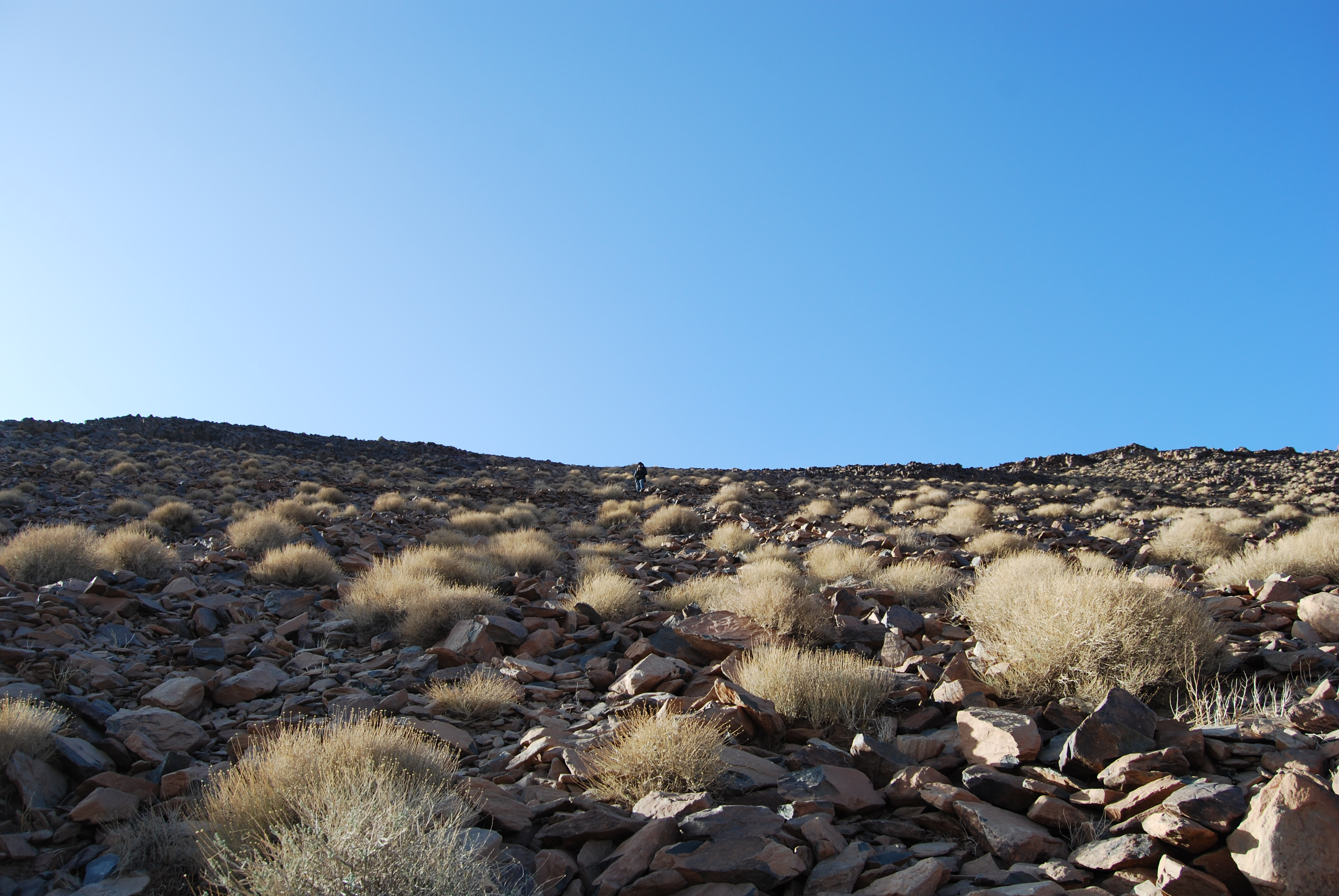
Le parc culturel de l'Ahaggar.
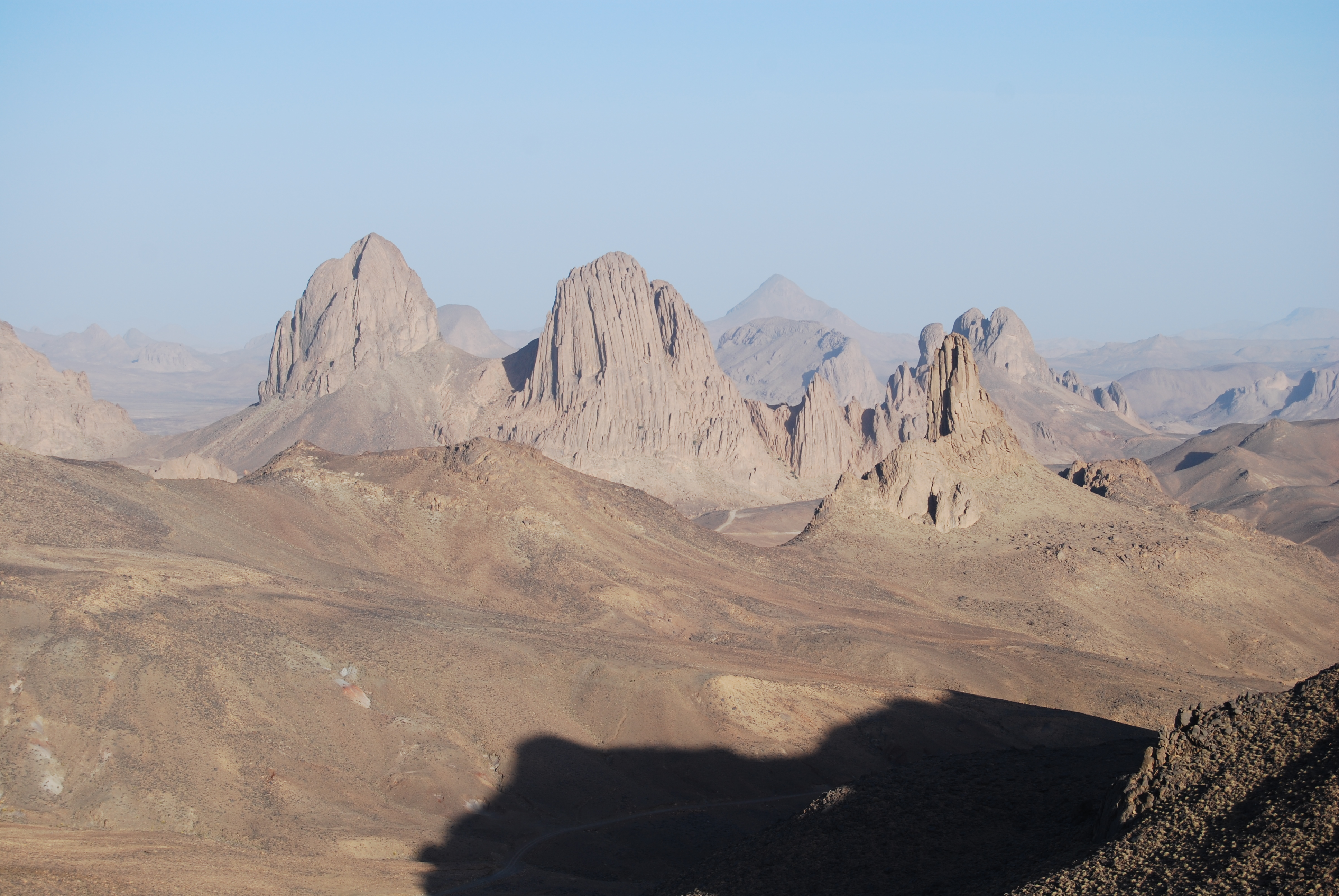
Le parc culturel de l'Ahaggar.
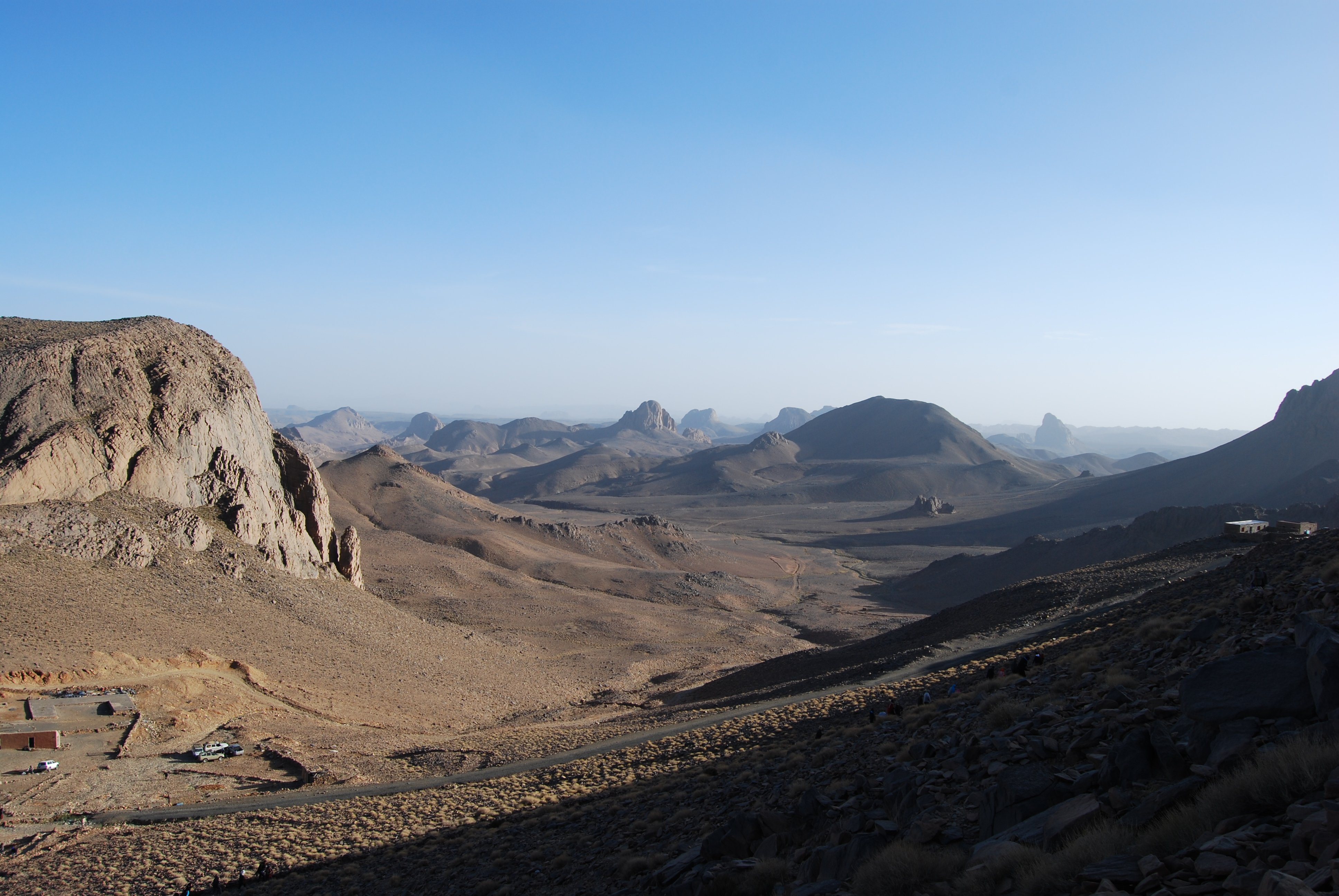
Lieu de campement au parc culturel de l'Ahaggar.
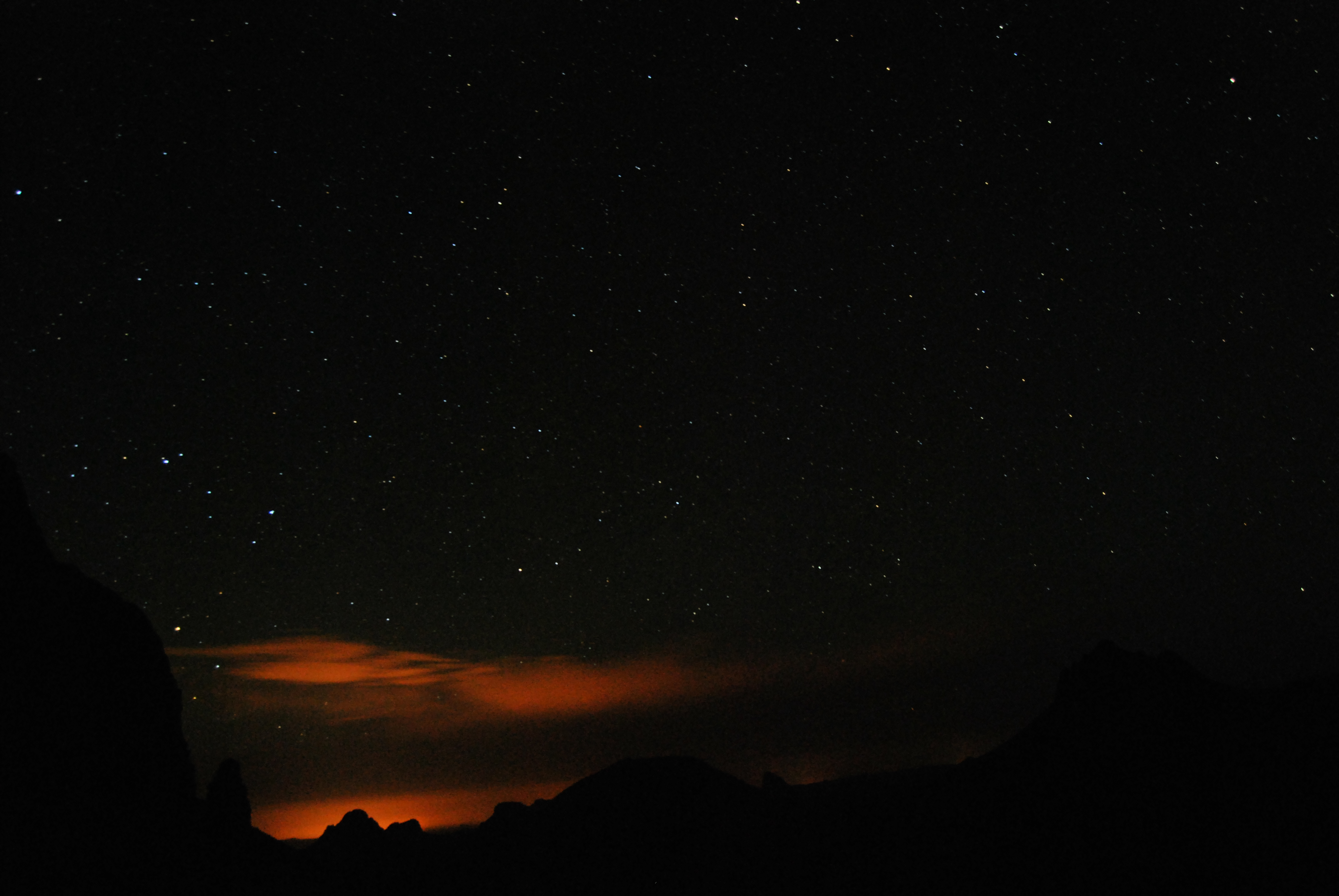
La nuit au parc culturel de l'Ahaggar.